# Rede de Bibliotecas da Suíça Ocidental
A Rede de Bibliotecas da Suíça Ocidental ( em francês:  Réseau des bibliothèques de Suisse occidentale; RERO ) foi fundada por várias bibliotecas importantes em 1985, na região francófona da Romandia, no oeste da Suíça. RERO é uma abreviatura silábica de "Réseau Romand" ("Rede Romana").
Até 2020, o RERO costumava incluir a maioria das bibliotecas cantonais, acadêmicas, públicas e especializadas na Suíça, incluindo as universidades acadêmicas de biblioteca na Suíça Ocidental, incluindo Genebra, Friburgo e Neuchâtel. Em 2020, no entanto, dois terços das instituições participantes do RERO mudaram-se para a rede concorrente Swisscovery, que abrange toda a Suíça e inclui a maioria de suas instituições acadêmicas.